# Burh

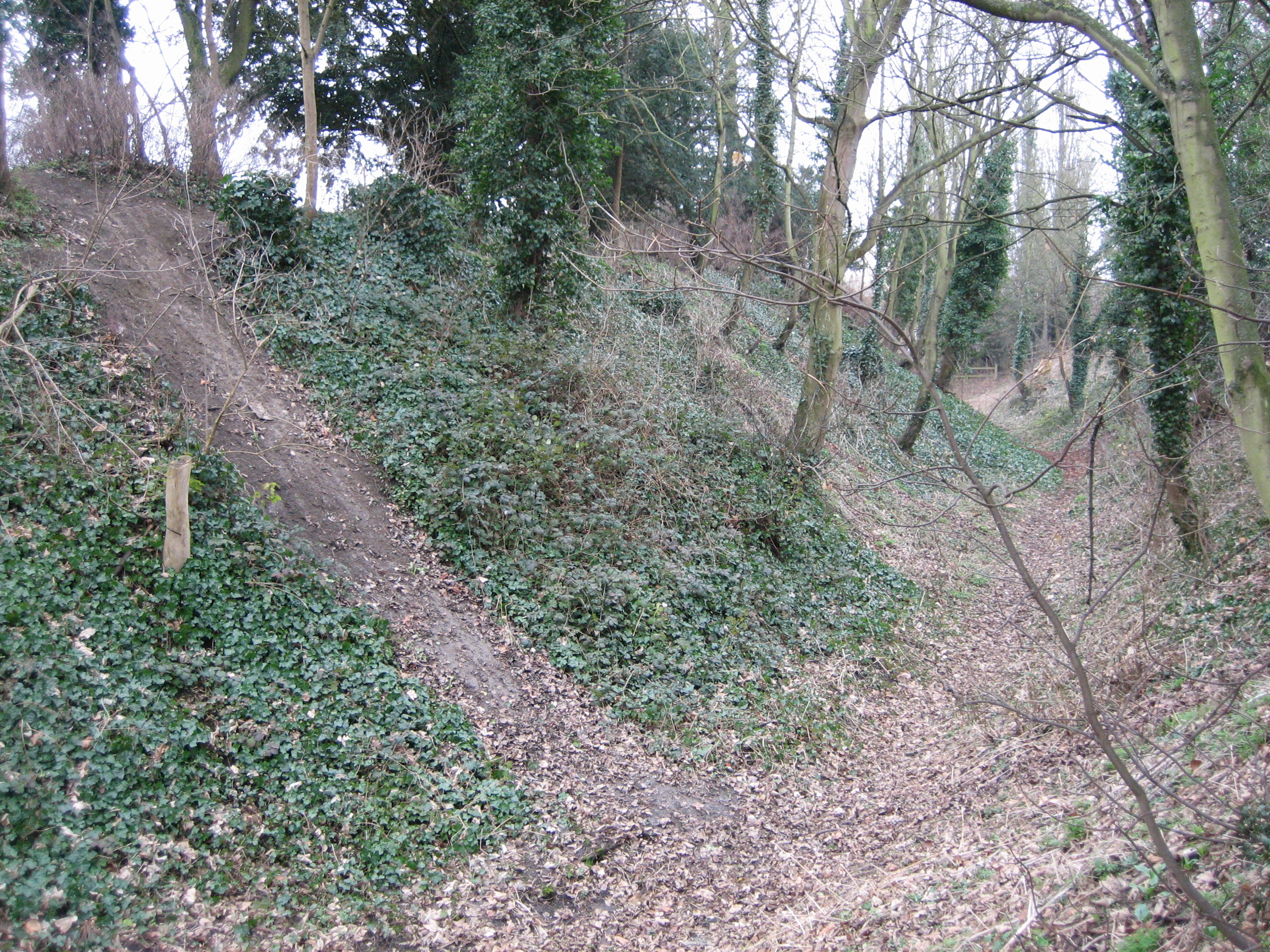
Mur burgu w Wallingford

Burh – anglosaska nazwa ufortyfikowanej osady lub miejsca warownego, często zbudowanego na grodzisku, z przeznaczeniem osadniczym.